# Emperor Fountain
La Emperor Fountain se encuentra en los terrenos de la Chatsworth House, Derbyshire, Inglaterra, Reino Unido. Ha sido designado por Patrimonio Inglés como un edificio categorizado en el grado II.
En 1843 el zar Nicolás I de Rusia informó al duque, que era probable que visitara Chatsworth al año siguiente. En previsión de esta visita, William Cavendish, sexto duque de Devonshire decidió construir la «fuente más alta del mundo», y solicitó a Joseph Paxton que realizara el trabajo. Un lago de 32 000 m², el Lago Emperador, fue excavado en los páramos 110 m por encima de la casa para suministrar la presión de agua natural.
La obra fue terminada en sólo seis meses, a principios de 1844, y el chorro de agua resultante alcanzó hasta una altura de 90 m. Sin embargo, el zar murió en 1855 y nunca vio la fuente. La fuente fue vista por el príncipe Guillermo de Prusia que visitó el parque el jueves 22 de agosto de 1844.